# Озеров, Олег Борисович
Оле́г Бори́сович О́зеров (род. 20 августа 1958) — российский дипломат. Чрезвычайный и полномочный посол Российской Федерации в Молдове с 10 сентября 2024 года. Имеет ранг чрезвычайного и полномочного посла (2021).

## Биография
Окончил МГИМО (1981). С того же года на дипломатической работе. Работал в Сирии (1981—1985), Тунисе (1990—1994), Франции (1997—2001).
В 2001—2005 годах — старший советник, начальник отдела ближневосточного урегулирования Департамента Ближнего Востока и Северной Африки МИД России.
С апреля 2005 года по 2010 год — заместитель директора Департамента Ближнего Востока и Северной Африки (ДБВСА) МИД России.
С 8 февраля 2010 по 20 февраля 2017 года — чрезвычайный и полномочный посол России в Саудовской Аравии, с сентября 2011 года по совместительству постоянный представитель России при Организации исламского сотрудничества (ОИС).
С августа 2017 по май 2020 года — заместитель директора Департамента Африки МИД России.
С 18 мая 2020 по 2024 год — посол по особым поручениям, руководитель Секретариата Форума партнёрства Россия-Африка.
С 10 сентября 2024 года — чрезвычайный и полномочный посол России в Молдове.
Востоковед-арабист, автор ряда научных и публицистических статей. Владеет арабским, английским и французскими языками. Женат. Имеет сына и дочь.
В 2006 году в соавторстве с М. И. Якушевым и М. М. Ширинским снял на средства Фонда Андрея Первозванного фильм «Русская Палестина» об истории российского присутствия в Святой Земле.
Член совета Императорского православного палестинского общества (ИППО), руководитель его Международной секции (2001—2010).
Хобби — фотография, поэзия. Автор поэтического сборника «Татьянин день» (издательство «Терра» 2002 год).
В 2016 году Александр Юрков — русский поэт и композитор, певец закончил работу над сборником песен «Сонет» на стихи Олега Борисовича Озерова. Сложная, но искренняя работа соавторов.
Автор книги «Карим Хакимов: летопись жизни (о судьбах ислама и коммунизма в России)». Книга вышла в 2020 году в издательстве КМК по эгидой Института Системно-Стратегического анализа. На основе книги О.Б.Озерова  в 2021 году был снят документальный фильм «Карим Хакимов: Миссия выполнима», неоднократно демонстрировавшийся по ряду каналов Центрального российского телевидения.

## Дипломатический ранг
- Чрезвычайный и полномочный посланник 2 класса (7 июля 2007)[8].
- Чрезвычайный и полномочный посланник 1 класса (8 мая 2013)[9].
- Чрезвычайный и полномочный посол (28 декабря 2021)[10].

## Награды
- Орден Дружбы (27 июня 2017) — За большой вклад в подготовку и реализацию межгосударственных экономических соглашений и многолетнюю добросовестную работу[11].
- Медаль ордена «За заслуги перед Отечеством» II степени (21 ноября 2015) — За большой вклад в реализацию внешнеполитического курса Российской Федерации и многолетнюю добросовестную работу[12].
- Почётная грамота президента Российской Федерации (21 июля 2020) — За активное участие и проведении саммита и экономического форума Россия — Африка в 2019 году в городе Сочи[13].

Награждён почётным памятным знаком ИППО «Медаль имени Василия Николаевича Хитрово», а также памятными знаками ИППО «Орден имени Великого Князя Сергея Александровича» и «Орден Вифлеемской звезды», за большой вклад в восстановление российского присутствия на Святой Земле и за возвращение Сергиевского подворья.

## Семья
Женат, имеет взрослых сына и дочь.

## Некоторые статьи, выступления и интервью
- О целях и задачах Императорского Православного Палестинского Общества в Святой Земле: история и современность. Доклад на международной конференции «Иерусалим в русской духовной традиции». Иерусалим 2 ноября 2005 года. Еврейский университет на горе Скопус. Публикация на портале «Россия в красках» в Иерусалиме Архивная копия от 27 сентября 2013 на Wayback Machine
- Выступление члена Совета ИППО, Чрезвычайного и Полномочного Посла Российской Федерации в Саудовской Аравии О. Б. Озерова на Первой конференции ИППО 10 июня 2010 г. Официальный сайт Императорского Православного Палестинского Общества (ИППО). 10 июня 2010 г. (недоступная ссылка)
- Тезисы выступления О. Б. Озерова на Совете ИППО. Официальный сайт Императорского Православного Палестинского Общества. 24 декабря 2012 года (недоступная ссылка)
- О. Б. Озеров. Россия и Саудовская Аравия: 20 лет новых отношений. Интернет издание «Международная жизнь». 2010 г. Архивная копия от 20 июля 2013 на Wayback Machine
- О. Б. Озеров. «Арабская весна» в контексте глобализации, или Перезагрузка матрицы. Интернет издание «Международная жизнь». 19 июля 2012 г. Архивная копия от 6 июля 2014 на Wayback Machine
- Гибель «Красного паши». Публикация на портале «Россия в красках» 2 октября 2015 г. Архивная копия от 6 октября 2015 на Wayback Machine
- Россия и будущее Ближнего Востока Архивная копия от 15 августа 2020 на Wayback Machine
- Дипломат Олег Озеров: «Арабы очень любили Карима Хакимова, потому что он излагал мысли, как араб»[16]

### Книги
- Сохраним Россию в Святой Земле! Летопись Императорского Православного Палестинского Общества 2007—2012 гг. К 130-летию ИППО Архивная копия от 31 мая 2014 на Wayback Machine. // Авторы-составители: Л. Н. Блинова, Ю. А. Грачёв, О. Б. Озеров, П. В. Платонов. Москва-Иерусалим, 2012. ISBN 978-965-7392-31-7.
- Ю. А. Грачёв, О. Б. Озеров. Сергиевское подворье: между прошлым и будущим Архивная копия от 9 августа 2017 на Wayback Machine // Журнал Международная жизнь. 2011. № 1. С. 133—151., Православный Палестинский сборник. Вып.107. 2011. С.75-93. ISBN 978-5-91674-166-7.
- Ю.А Грачёв, О. Б. Озеров. Возвращение Сергиевского подворья в Иерусалиме: роль ИППО Возвращение Сергиевского подворья в Иерусалиме Архивная копия от 16 июля 2014 на Wayback Machine: роль ИППО // Иерусалимский вестник ИППО, Вып.1, 2012. С. 54-72. ISBN 978-965-7392-29-4.
- Озеров О. Б. Карим Хакимов: летопись жизни. — М.: Товарищество научных изданий КМК, 2020. — 232 с. ISBN 978-5-907213-80-7

### Переводы
- أوزيروف أوليغ كريم خاكيموف: تاريخ الحياة | Карим Хакимов: летопись жизни. [Пер. на араб. М. Н. Эльгебали] — М.: Издательство «Перо», 2021. — 424 с. ISBN 978-5-00189-639-5